# Dyschoriste trichanthera
Dyschoriste trichanthera är en akantusväxtart som beskrevs av Clarence Emmeren Kobuski. Dyschoriste trichanthera ingår i släktet Dyschoriste och familjen akantusväxter. Inga underarter finns listade i Catalogue of Life.